# Robert Rodgers
Robert Rodgers es un deportista estadounidense que compitió en vela en la clase Star. Ganó dos medallas en el Campeonato Mundial de Star, bronce en 1947 y plata en 1951.

## Palmarés internacional
| Campeonato Mundial | Campeonato Mundial           | Campeonato Mundial | Campeonato Mundial |
| Año                | Lugar                        | Medalla            | Clase              |
| ------------------ | ---------------------------- | ------------------ | ------------------ |
| 1947               | Los Ángeles (Estados Unidos) | Medalla de bronce  | Star               |
| 1951               | Isla Gibson (Estados Unidos) | Medalla de plata   | Star               |